# Юбер
„Юбер“ (на английски: Uber, /uːbə(r)/, произнася се „Убър“) е технологична компания със седалище в Сан Франциско, Калифорния, създала едноименно мобилно приложение за споделено пътуване, която работи в много градове на няколко страни. Фирмата използва смартфон приложение за получаване на заявките за превозване и след това изпраща тези заявки до своите водачи (софтуерното приложение на „Убър“ изисква потребителите и шофьорите да имат смартфон). Пътниците използват приложението, за да заявят превоза и да следят местоположението на запазения за тях автомобил. Заплащането става чрез кредитна или дебитна карта на пътника. В повечето страни 80% от заплатената сума взема шофьорът и 20% са за „Убър“. Към август 2016 г. услуга е достъпна в 66 страни и 507 града по целия свят, включително и в София. Услугата „Убър“ се оценява на повече от 40 милиарда щатски долара.
При създаването си „Убър“ предлага наемане само на напълно луксозни автомобили (напр. Lincoln Town Car, Cadillac Escalade, BMW серия 7, Mercedes-Benz S550), като нарича основната си услуга „UberBlack“, по подобие на „черните коли“ („black cars“) на частните транспортни услуги в Ню Йорк. През 2012 г. компанията стартира своята програма „UberX“, която разширява услугата, като допуска наемането на всеки квалифициран водач с превозно средство в приемливо техническо състояние. Като използва умело липсата на регулация на дадени пазари, „Убър“ успява да предложи по-ниски такси за превоз, така че услугата става изключително конкурентна на традиционните таксиметрови услуги, като същевременно разширява претенциите на „Убър“ към по-голяма част от пазара.
„Убър“ е обект на продължаващи протести от таксиметрови шофьори, таксиметрови компании и някои правителства, които смятат, че тя извършва незаконни таксиметрови услуги, прилага нечестни бизнес практики и компрометира безопасността на пътниците. Към декември 2014 г. протести са организирани в Германия, Индия, Тайланд, Испания, Франция, Англия, също и в други страни, като са документирани и инциденти, свързани с пътници. „Убър“ е забранена напр. в Испания и в два града в Индия през декември 2014 г., а от 2019 г. и в България. Подължава да участва в спорове с различни държавни органи, включително тези на САЩ и Австралия.

## Тарифи
Цената на пътуването през приложението Uber се състои от три компонента:
- разходите за пристигане на автомобила до клиента
- цената на пътуването на минута
- цена на километър

Плащането за пътуване става само с безкасово плащане. Парите се приспадат от банковата карта, приложена към заявлението след пътуването. Важна характеристика на Uber е, че потребителят може да изчисли цената на пътуването, преди да започне. Системата ще посочи лимитите, в рамките на които ще бъде крайната цена на поръчката.

## Мобилно приложение
Мобилното приложение Uber позволява на потребителя да поръча автомобил с шофьор и да проследи движението му до определеното място, плащането за услугите на водача се извършва с помощта на банкова карта или пари в брой.
Мобилното приложение е достъпно за изтегляне от мобилни устройства, работещи на iOS и Android.
През 2018 г. в Сан Франциско стартира пилотен проект за отдаване под наем на електрически велосипеди, базиран на приложението Uber. За да се използва услугата в мобилното приложение, трябва да се избере опцията „Bike“.
През декември 2018 г. Uber Bus започва да работи в Египет. Услугата може да се поръча като такси – чрез стандартното приложение. След това на картата потребителят ще види най-близкия автобус. Тази точка може да се счита за крайна спирка, защото там ще се събират пътници, пътуващи в една посока. В същото време Uber Bus няма ясен маршрут като редовните автобуси. Основният принцип на пътуването е да се спира възможно най-малко.